# 汾城魁星楼
汾城魁星楼位于中国山西省襄汾县汾城镇城内村，西接汾城文庙，南接汾城试院，保存完好。
2006年5月25日列为第六批全国重点文物保护单位。